# Waszyngton (stan)

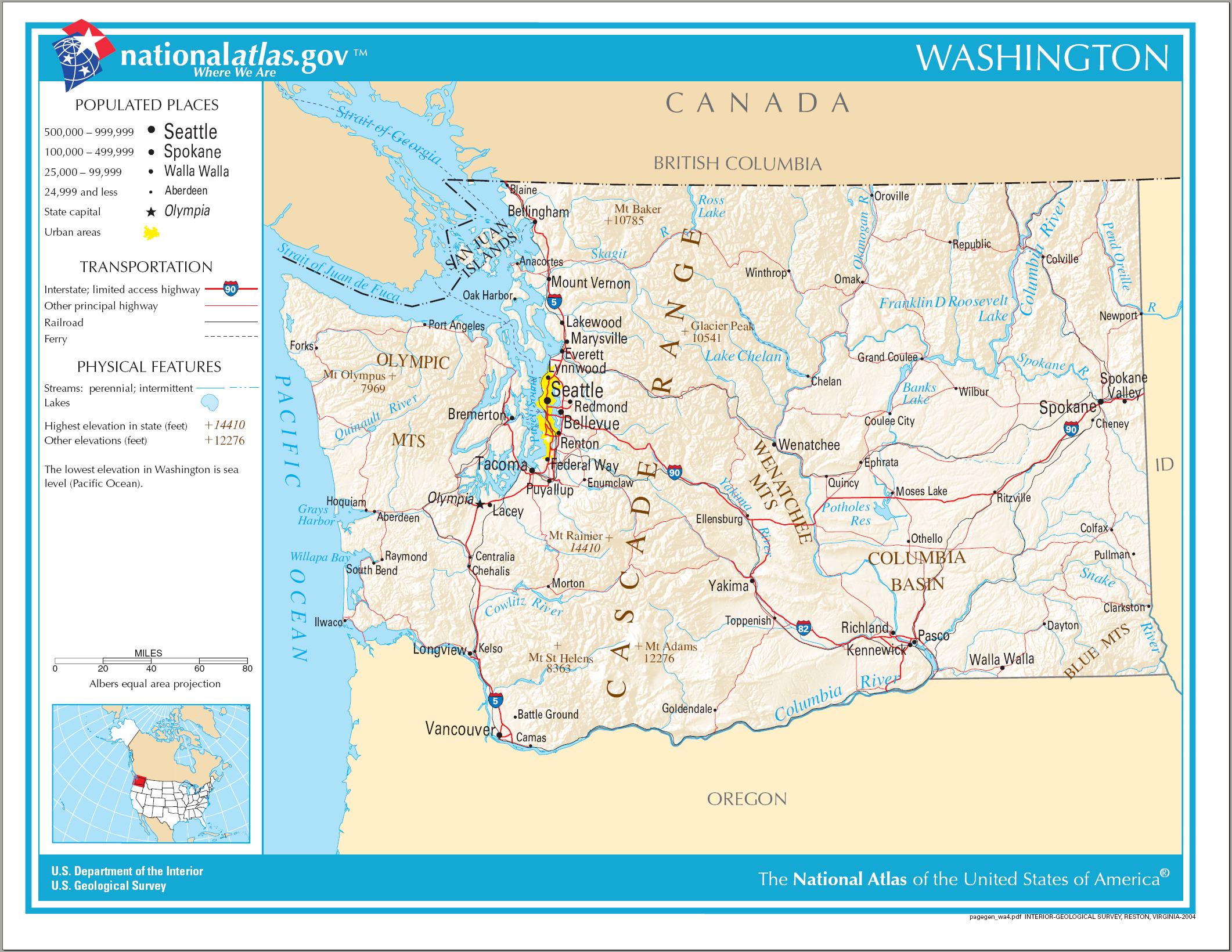
Mapa stanu

Waszyngton (ang. Washington, wymowa: /ˈwɒʃɪŋtən/ⓘ, oficjalnie State of Washington) – stan w północno-zachodniej części Stanów Zjednoczonych, przy granicy z Kanadą.
Około połowa powierzchni stanu jest zalesiona, a lasy waszyngtońskie należą do najbardziej rozległych w Stanach Zjednoczonych. Głównymi gatunkami drzew są daglezja zielona, choina, żywotnik olbrzymi oraz występująca głównie w regionach górskich – sosna zwyczajna.
Obszar metropolitalny Seattle–Tacoma–Bellevue skupia ponad połowę ludności stanu, jest 15. co do wielkości w kraju i liczy blisko 4 miliony mieszkańców.

## Nazwa
Nazwa stanu upamiętnia postać pierwszego prezydenta Stanów Zjednoczonych George’a Washingtona. Została ona określona w ustawie tworzącej Terytorium Waszyngtonu, przyjętej przez Kongres Stanów Zjednoczonych w 1853 roku.
Początkowo dla nowego terytorium proponowano nazwę „Kolumbia” (ang. Columbia), będącą nawiązaniem do nazwy znajdującej się na jego obszarze rzeki Kolumbii oraz nazwy strefy handlu futrami, która funkcjonowała w tym regionie w pierwszej połowie XIX wieku. Propozycja nie została przyjęta za sprawą Richarda H. Stantona, pochodzącego z Kentucky członka Izby Reprezentantów, który uznając, że proponowane miano jest zbyt podobne do nazwy federalnego Dystryktu Kolumbii, zaproponował by nowe terytorium otrzymało nazwę na cześć prezydenta Washingtona. Sugestia zyskała aprobatę Kongresu.
Waszyngton jest jedynym stanem, którego nazwa wywodzi się od nazwiska prezydenta. Identyczną nazwę nosi wiele hrabstw, gmin, wsi oraz miast w Stanach Zjednoczonych, w tym stolica państwa. Zamieszanie spowodowane myleniem nazw stanu Waszyngton i miasta Waszyngton spowodowało, że w latach 80. XIX wieku, kiedy to rozpoczęto proces przekształcania terytorium w stan, pojawiały się koncepcje zmiany jego nazwy. Jedna z nich, zaproponowana przez amerykańskiego prawnika Davida Dudleya Fielda II, zakładała nadanie stanowi wywodzącej z tradycji rdzennej ludności nazwy „Tacoma”, którą do XVIII wieku nosił znajdujący się na obszarze obecnego stanu stratowulkan Mount Rainier. Propozycja Fielda nie uzyskała jednak poparcia społecznego.

## Historia
- 1853 – Terytorium Waszyngtonu utworzone z północnej części Terytorium Oregonu.
- 11 listopada 1889 – Waszyngton powstało jako 42. stan Stanów Zjednoczonych Ameryki.
- 1897 do 1898 – Seattle doświadczyło gwałtownego rozwoju w wyniku odkrycia złota na północnych Klondike Gold Fields w Kanadzie. Dziesiątki tysięcy ludzi przyjeżdżało do Seattle by przygotować się do poszukiwania złota na północy, wydając miliony dolarów na zapasy, ubrania, sprzęt, zwierzęta juczne i bilety na północ. Suma wydatków wstępnych, szacowana na 50 000 000 ówczesnych dolarów, jest mniej więcej równa całkowitej wartości złota wydobytego w Klondike.

## Geografia
Waszyngton znajduje się w północno-zachodniej części kraju nad Oceanem Spokojnym. Graniczy z kanadyjską prowincją Kolumbia Brytyjska od północy, oraz z amerykańskimi stanami: Idaho na wschodzie i Oregonem na południu. Rzeka Kolumbia stanowi większość granicy między Waszyngtonem a Oregonem.
Waszyngton jest stanem kontrastów. Znaczną część stanu pokrywają lasy (zalesiony region półwyspu Olympic jest jednym z najbardziej deszczowych na świecie), podczas gdy duża część wschodniego obszaru jest sucha i słabo zalesiona.
- Klimat: Stan jest podzielony geograficznie łańcuchem Gór Kaskadowych biegnącym równolegle do wybrzeża Oceanu Spokojnego. Zachodnia część stanu Waszyngton znajduje się pod wpływem klimatu oceanicznego, z częstymi opadami od jesieni do wiosny, natomiast latem ilość opadów znacznie się zmniejsza. Wschodnia część stanu znajduje się w cieniu opadowym Gór Kaskadowych – występuje tam suchy klimat kontynentalny, a ilość opadów jest kilka razy mniejsza od zachodniej części stanu.
- Główne rzeki: Kolumbia, Snake, Yakima, w środkowej części stanu na rzece Kolumbia znajduje się zapora Grand Coulee.

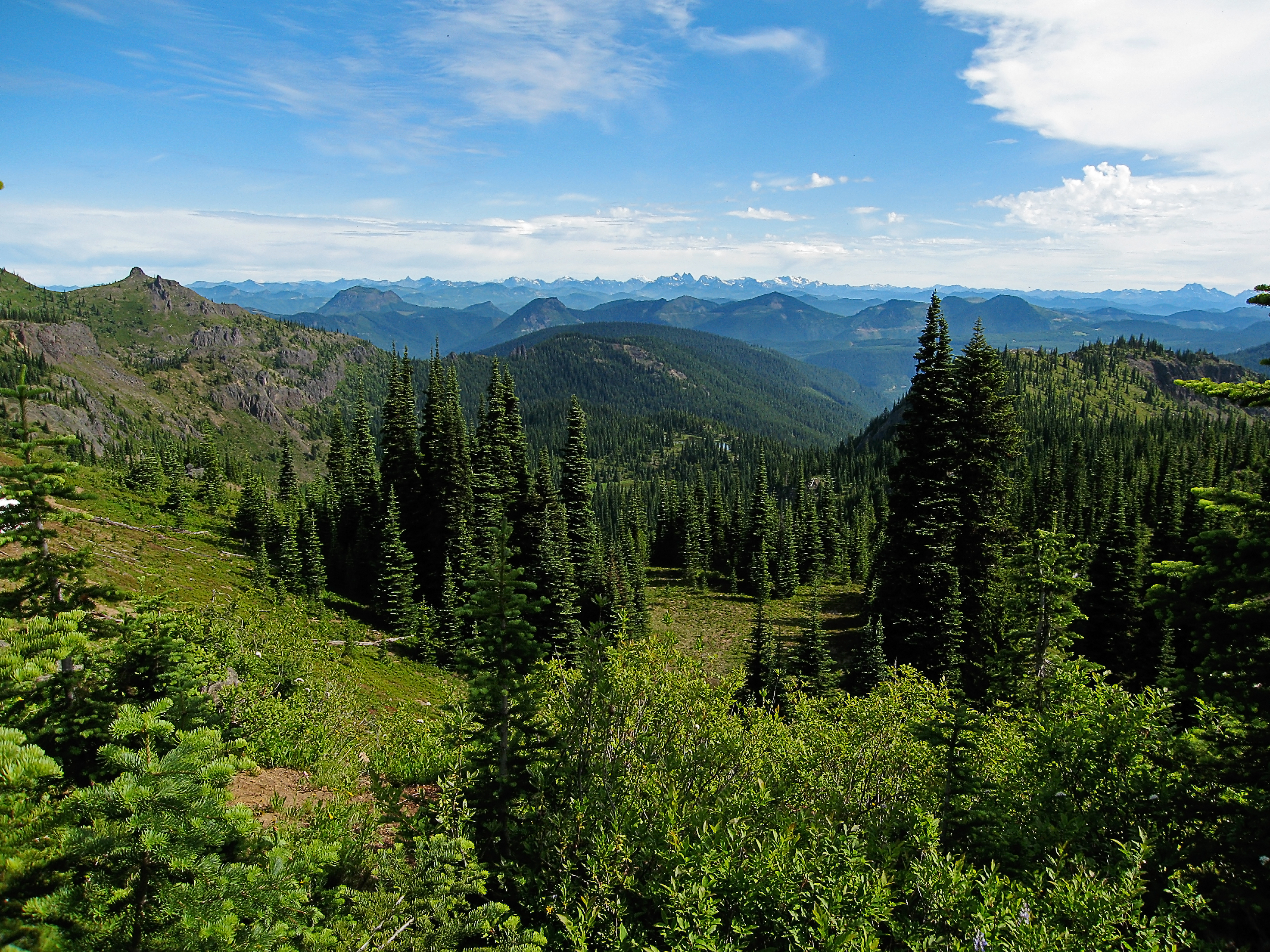
Las narodowy Mount Baker-Snoqualmie
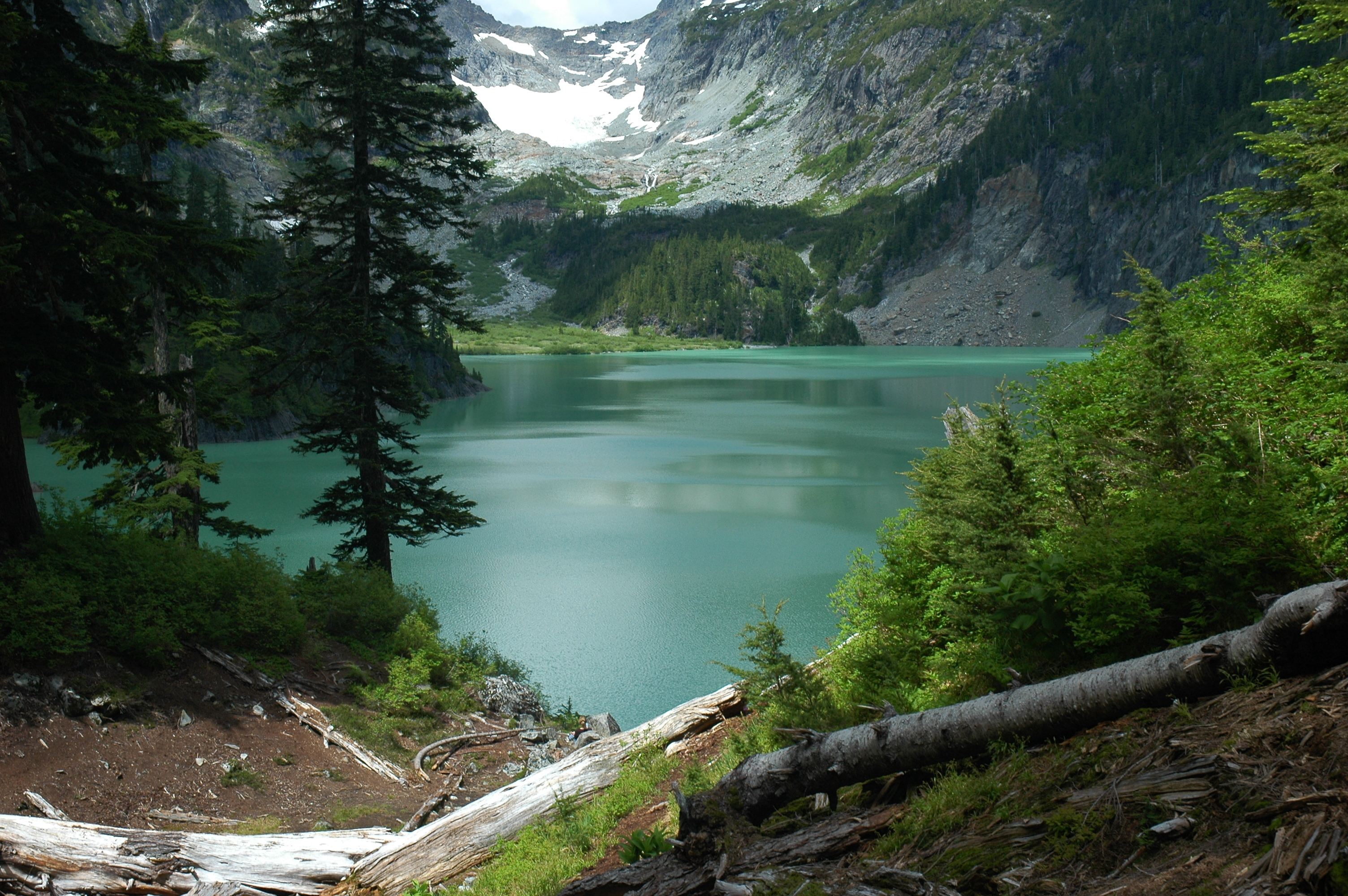
Jezioro Blanca z lodowcem Columbia w tle
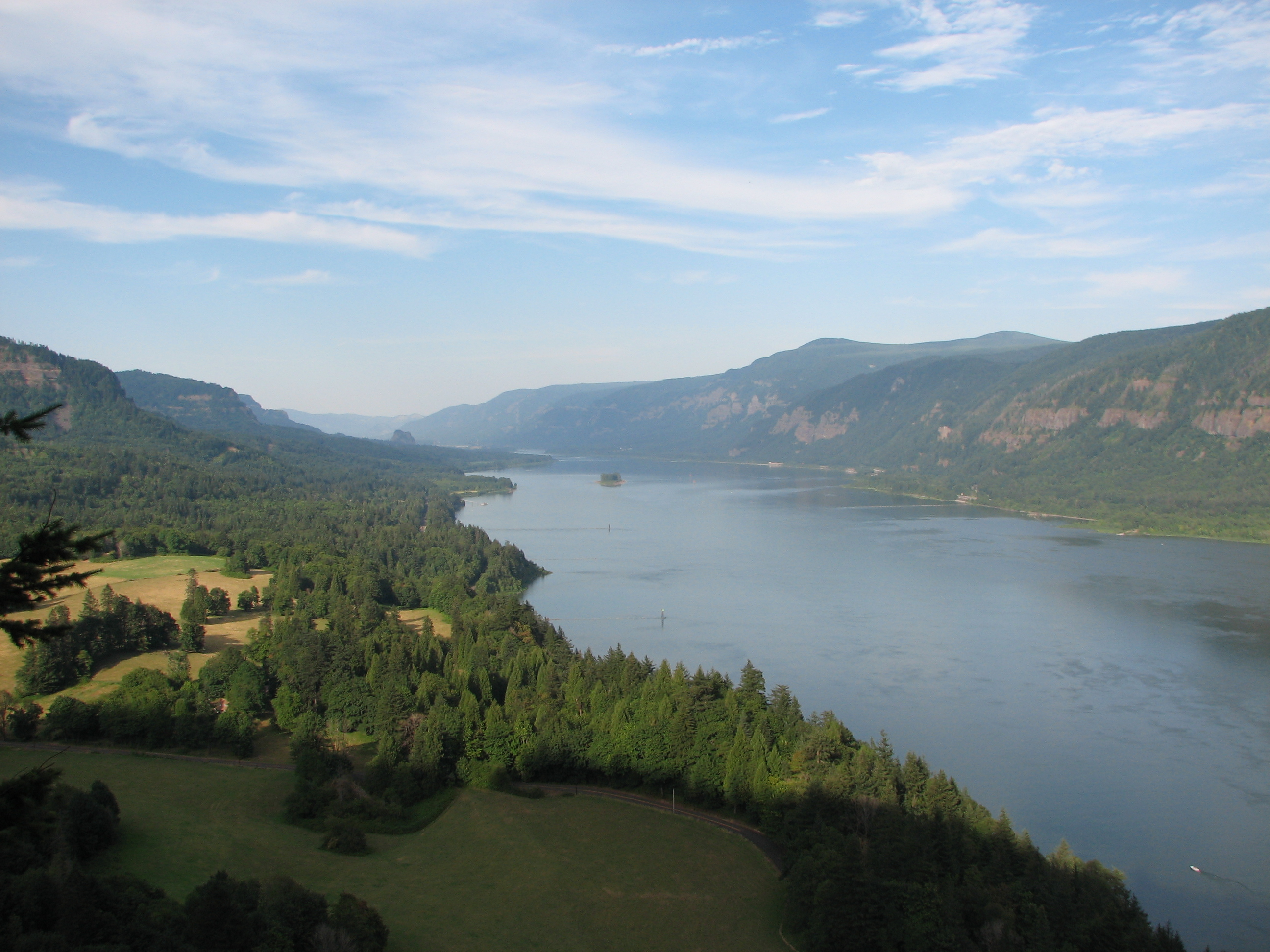
Wąwóz rzeki Kolumbia
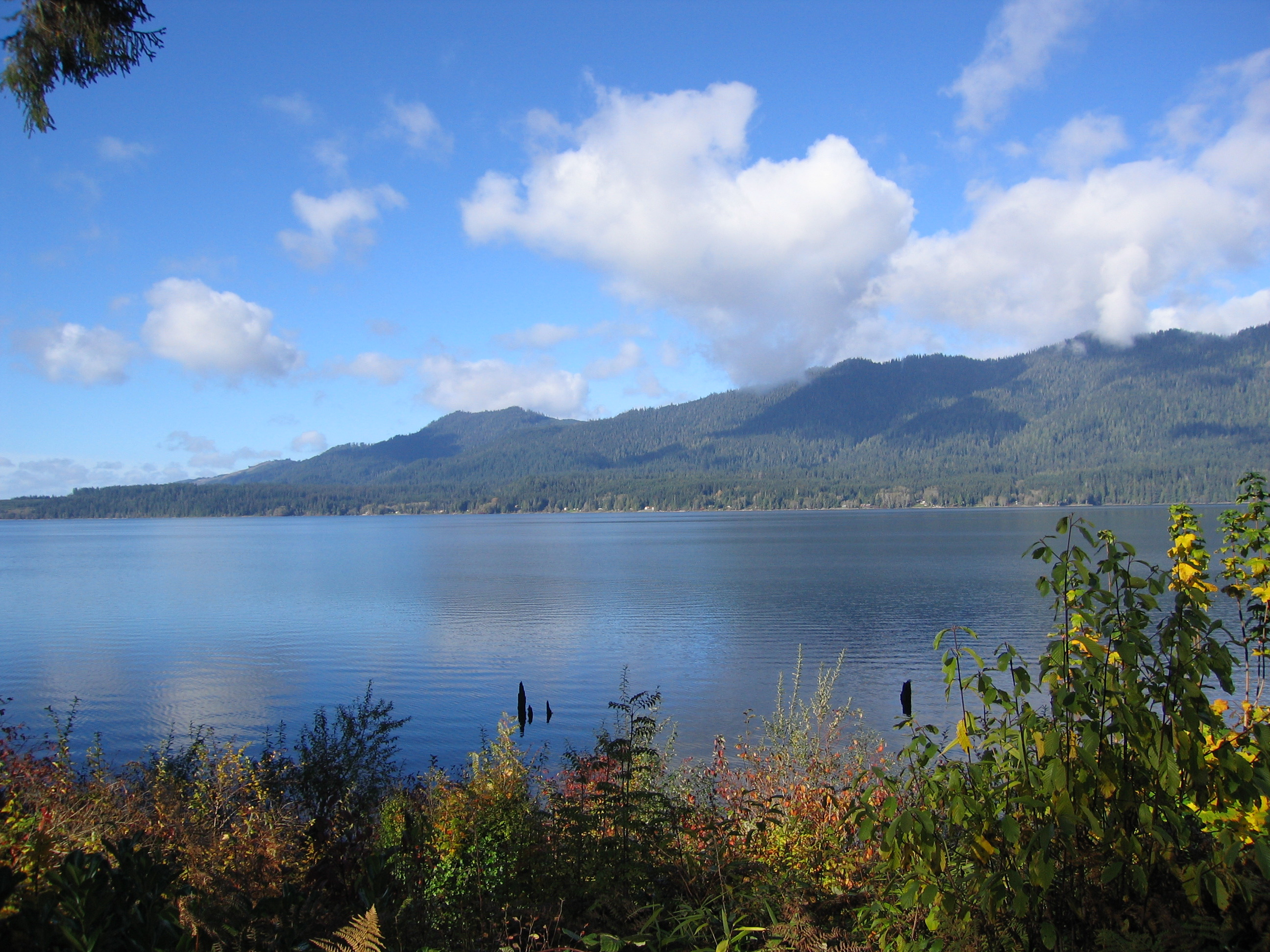
Jezioro Quinault

### Miasta
Na terenie stanu Waszyngton znajduje się 281 miast (city lub town), w tym dziewięć o liczbie ludności przekraczającej 100 000, 91 powyżej 10 000 mieszkańców, a 205 powyżej 1000 mieszkańców (2021 r.).
Lista miast zamieszkanych przez 10 000 lub więcej osób (2021 r.):

- Seattle (733 919)
- Spokane (229 071)
- Tacoma (219 205)
- Vancouver (192 169)
- Bellevue (149 440)
- Kent (134 835)
- Everett (110 812)
- Spokane Valley (105 905)
- Renton (105 179)
- Federal Way (99 037)
- Yakima (96 578)
- Bellingham (92 289)
- Kirkland (92 107)
- Auburn (85 699)
- Kennewick (84 488)
- Pasco (78 871)
- Redmond (76 354)
- Marysville (71 144)
- Sammamish (66 630)
- Lakewood (63 331)
- Richland (61 929)
- Shoreline (57 918)
- Olympia (55 919)
- Lacey (54 461)
- Burien (51 073)
- Bothell (47 784)
- Bremerton (44 122)
- Puyallup (42 794)
- Edmonds (42 758)
- Lynnwood (40 592)
- Issaquah (39 505)
- Longview (37 824)
- Lake Stevens (36 288)
- Wenatchee (35 405)
- Mount Vernon (35 404)
- University Place (34 900)
- Walla Walla (33 927)
- Pullman (32 827)
- Des Moines (32 689)
- SeaTac (30 759)
- Maple Valley (28 153)
- Camas (27 054)
- Tumwater (25 844)
- Moses Lake (25 583)
- Mercer Island (25 442)
- Oak Harbor (24 709)
- Bainbridge Island (24 546)
- Kenmore (23 502)
- Bonney Lake (22 848)
- Tukwila (21 615)
- Mountlake Terrace (21 428)
- Mukilteo (21 246)
- Battle Ground (21 119)
- Mill Creek (20 902)
- Covington (20 787)
- Monroe (20 209)
- Port Angeles (20 134)
- Arlington (20 075)
- Ellensburg (19 596)
- Centralia (18 629)
- Anacortes (17 832)
- Aberdeen (17 191)
- Washougal (16 970)
- West Richland (16 951)
- Sunnyside (16 346)
- Lynden (16 048)
- Port Orchard (15 979)
- Ferndale (15 476)
- East Wenatchee (14 236)
- Snoqualmie (13 810)
- Woodinville (13 425)
- Lake Forest Park (13 358)
- Cheney (13 087)
- Newcastle (12 969)
- Enumclaw (12 733)
- Kelso (12 719)
- Edgewood (12 665)
- Liberty Lake (12 534)
- Ridgefield (12 514)
- Sedro-Woolley (12 509)
- Gig Harbor (12 181)
- Poulsbo (11 891)
- Fife (10 985)
- Grandview (10 891)
- Shelton (10 763)
- Yelm (10 707)
- Sumner (10 673)
- Airway Heights (10 630)
- Port Townsend (10 306)
- Snohomish (10 154)
- DuPont (10 112)

## Demografia

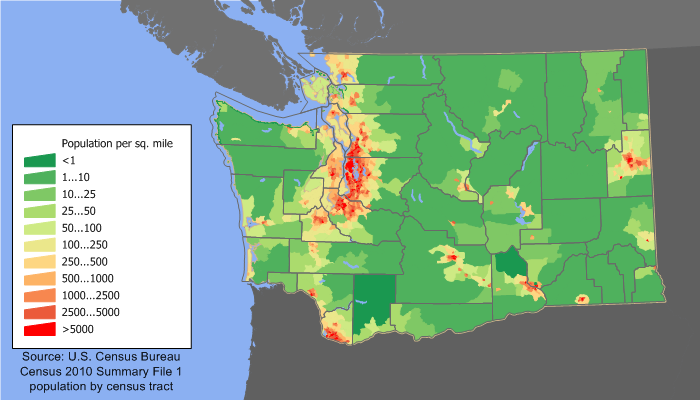
Gęstość zaludnienia w 2010 roku (w milach kwadratowych).

Na podstawie spisu ludności z roku 2010 stwierdzono, że stan Waszyngton liczył 6 724 540 mieszkańców, co oznaczało wzrost o 830 419 (14,1%) w porównaniu z poprzednim spisem z roku 2000. Dzieci poniżej piątego roku życia stanowiły 6,2% populacji, 22,2% mieszkańców nie ukończyło jeszcze osiemnastego roku życia, a 15,1% to osoby mające 65 i więcej lat. Połowę (50,0%) ludności stanu stanowiły kobiety.

### Język
W 2010 roku najpowszechniej używanymi językami były:
- język angielski – 82,51%,
- język hiszpański – 7,79%,
- język wietnamski – 0,94%,
- język tagalski – 0,84%,
- język koreański – 0,83%,
- język rosyjski – 0,8%,
- język chiński – 0,76%,
- język niemiecki – 0,55%.

### Rasy i pochodzenie
Według danych z 2018 roku 76% mieszkańców stanowi ludność biała (69,1% nie licząc Latynosów), 8,3% to Azjaci, 5,7% było rasy mieszanej, 3,7% to Afroamerykanie, 1,3% to rdzenna ludność Ameryki i 0,7% to Hawajczycy i mieszkańcy innych wysp Pacyfiku. Latynosi stanowili 12,5% ludności stanu.
Do największych grup należą osoby pochodzenia niemieckiego (16,9%), irlandzkiego (10,4%), meksykańskiego (10%), angielskiego (9,9%) i norweskiego (5,1%). Do innych większych grup należą osoby pochodzenia „amerykańskiego” (299,6 tys.), francuskiego (272 tys.), włoskiego (252,3 tys.), szwedzkiego (221,1 tys.), szkockiego (205,5 tys.), holenderskiego (140,6 tys.) i polskiego (136,6 tys.). 0,83% populacji deklaruje pochodzenie ukraińskie (62,6 tys.), co jest najwyższym odsetkiem w USA, obok Pensylwanii.
Większość ludności azjatyckiej stanowią osoby pochodzenia chińskiego (134,8 tys.), hinduskiego (106,3 tys.), filipińskiego (104,1 tys.), wietnamskiego (74,2 tys.) i koreańskiego (62,8 tys.). Spośród 85,9 tys. imigrantów z Afryki Subsaharyjskiej najwięcej pochodzi z Etiopii (25 tys.).

### Religie
Struktura religijna w 2014 roku:

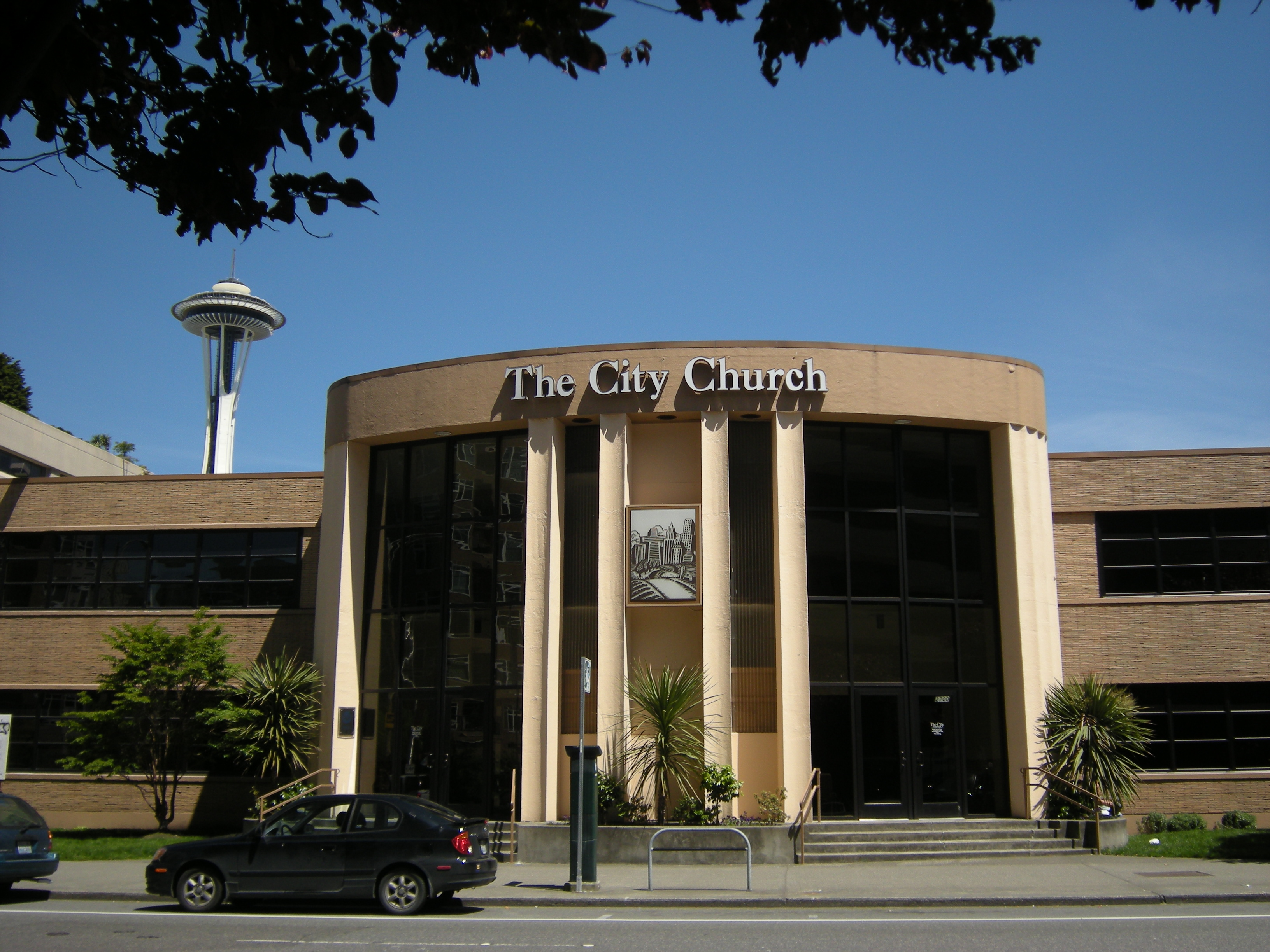
Bezdenominacyjny kościół City Church w Seattle.

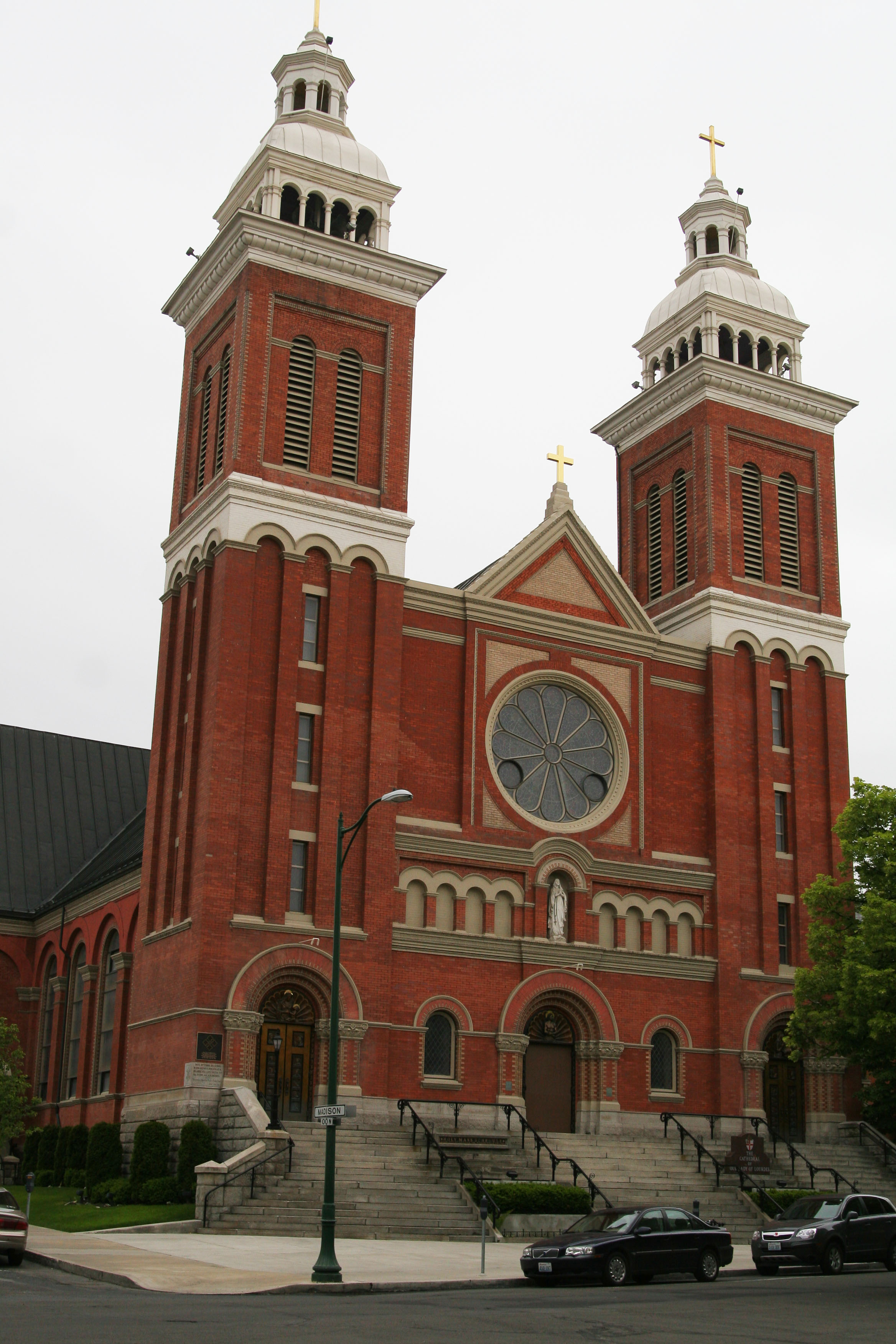
Katedra Matki Bożej z Lourdes w Spokane.

- protestanci – 40% (głównie: bezdenominacyjni, zielonoświątkowcy, luteranie, baptyści, kalwini, uświęceniowcy, metodyści, adwentyści dnia siódmego, campbellici, anglikanie, pietyści i mennonici[11]),
- bez religii – 32% (w tym: 5% agnostycy i 5% ateiści),
- katolicy – 17%,
- mormoni – 3%,
- pozostałe religie – 8% (w tym: buddyści, świadkowie Jehowy, neopoganie, żydzi, muzułmanie, prawosławni, hinduiści, unitarianie uniwersaliści i bahaiści[11]).

Według badania z 2014 roku chrześcijanie stanowią 61% populacji stanu. Do największych pojedynczych organizacji należą: Kościół katolicki (784,3 tys.), Kościół Jezusa Chrystusa Świętych w Dniach Ostatnich (267,3 tys.), Zbory Boże (125 tys.), oraz Kościół Ewangelicko-Luterański w Ameryce (96,6 tys.).
Waszyngton posiada jeden z najwyższych odsetków populacji bez przynależności religijnej. Większy odsetek osób niereligijnych mają jedynie stany Vermont (37%) i New Hampshire (36%).
Kościół Wodnika Tabernakulum (Aquarian Tabernacle Church) w Index jest jednym z największych kościołów wiccańskich na świecie.

## Gospodarka

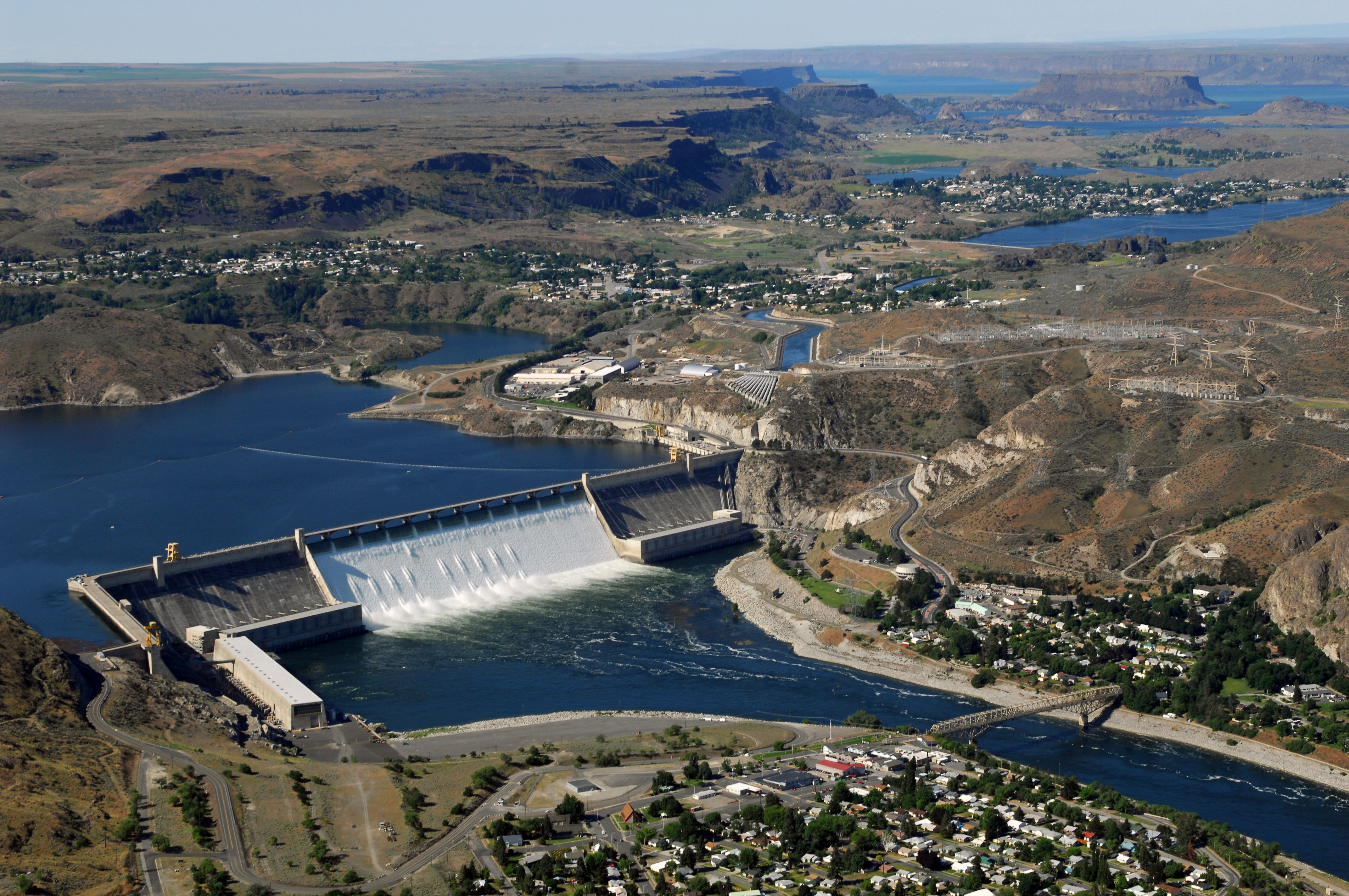
Tama Grand Coule jest siódmą co do wielkości elektrownią na świecie.

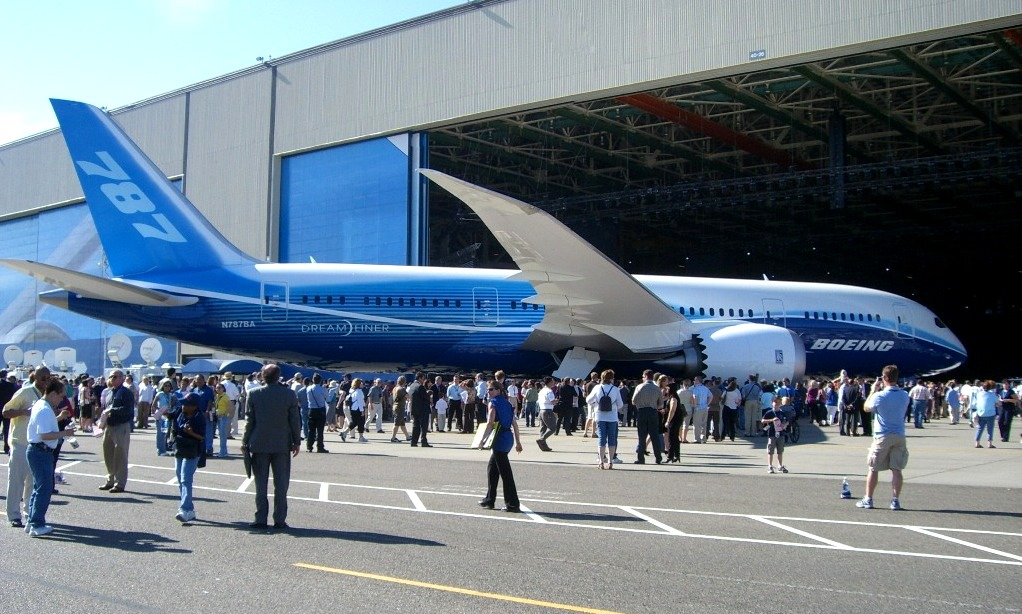
Świeżo wyprodukowany w Everett – Boeing 787.

Od początku osiedlania się Europejczyków ważną rolę w rozwoju stanu odegrały rolnictwo, leśnictwo i rybołówstwo. Szybki rozwój produkcji i usług rozpoczął się w latach 40. XX wieku i doprowadził do skoncentrowania ludności w obszarach miejskich. Od końca lat 70. XX wieku do rozwoju gospodarki znacznie przyczyniła się produkcja nowych technologii.

### Zasoby i energia
Dzięki tamie Grand Coule Waszyngton jest największym w kraju producentem energii wodnej. Sektor ten zazwyczaj odpowiada za wytworzenie ponad dwie trzecie wyprodukowanej energii elektrycznej w Waszyngtonie. Drugie co do wielkości źródło energii elektrycznej stanowi gaz ziemny. Stan nie posiada własnych zasobów, a w znacznej mierze opiera się na gazie ziemnym wydobywanym w Kanadzie, który jest sprowadzany rurociągiem na rynki USA.
Elektrownia jądrowa Columbia jest trzecim co do wielkości źródłem energii elektrycznej w Waszyngtonie. Na czwartym miejscu plasuje się energia wiatru. Mimo że stan posiada duże zasoby węgla, w 2006 roku zamknięto ostatnią kopalnię.
Waszyngton jest ważnym centrum rafinacji ropy naftowej. Pięć rafinerii Waszyngtonu może przetwarzać ponad 650 tys. baryłek ropy naftowej dziennie. Benzyna silnikowa produkowana jest we wszystkich pięciu rafineriach.

### Przemysł

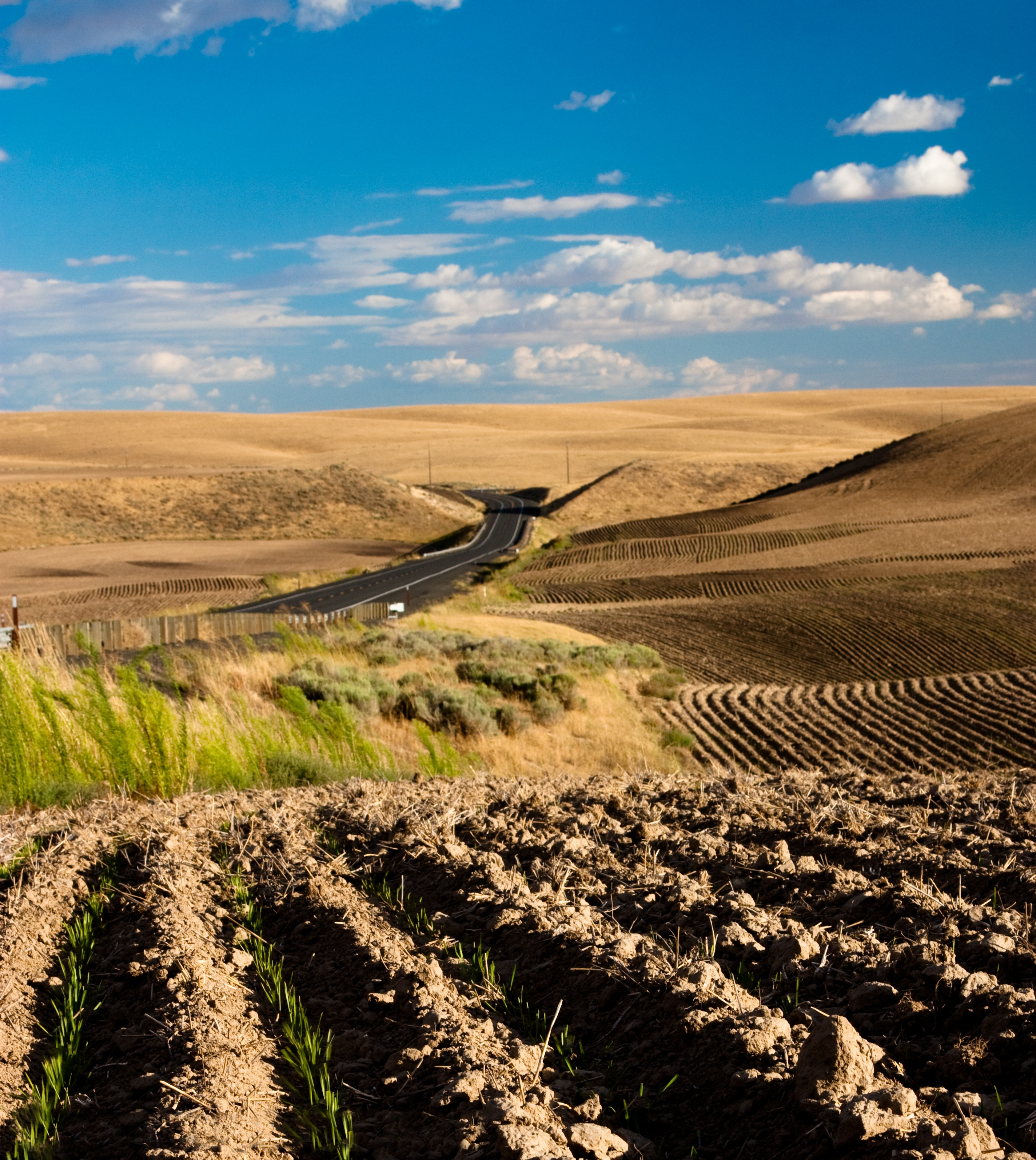
Pola w Palouse.

Waszyngton jest liderem wśród stanów USA w przemyśle produktów leśnych, oraz w produkcji samolotów i innych urządzeń transportowych. Do innych ważnych gałęzi przemysłu należą nieruchomości, informacja i technologia informacyjna, oraz usługi profesjonalne i biznesowe. Swoje siedziby mają tu znane koncerny jak Amazon, Costco, Boeing, Starbucks, Microsoft i Expedia Group.

### Rolnictwo
- sadownictwo: stan produkuje 70% wszystkich jabłek w Stanach Zjednoczonych; poza tym wiśnie, czereśnie i winogrona,
- główne uprawy: ziemniaki i pszenica,
- hodowla: bydło, drób i trzoda chlewna,
- inne: produkty mleczne, produkcja siana i przemysł jajeczny[16].

## Symbole stanu
- Dewiza: Alki
- Znaczenie dewizy: Słowo z języka rdzennych mieszkańców oznacza, mniej więcej, troszkę po troszku albo w swoim czasie
- Przydomek: The Evergreen State
- Znaczenie przydomku: iglasty stan, dosłownie zawsze zielony stan
- Symbole: WA

## Uczelnie
- Antioch University Seattle
- Bastyr University
- Central Washington University
- City University
- DigiPen Institute of Technology
- Eastern Washington University
- The Evergreen State College
- Gonzaga University
- Henry Cogswell College
- Heritage College
- Lutheran Bible Institute of Seattle
- Northwest College of the Assemblies of God
- Northwest Indian College
- Pacific Lutheran University
- St. Martin’s College
- Seattle Pacific University
- Seattle University
- School of Advanced International Studies (SAIS)
- Trinity Lutheran College
- University of Puget Sound
- University of Washington
- Walla Walla College
- Washington State University
- Western Washington University
- Whitman College
- Whitworth College